# 米斯特拉斯

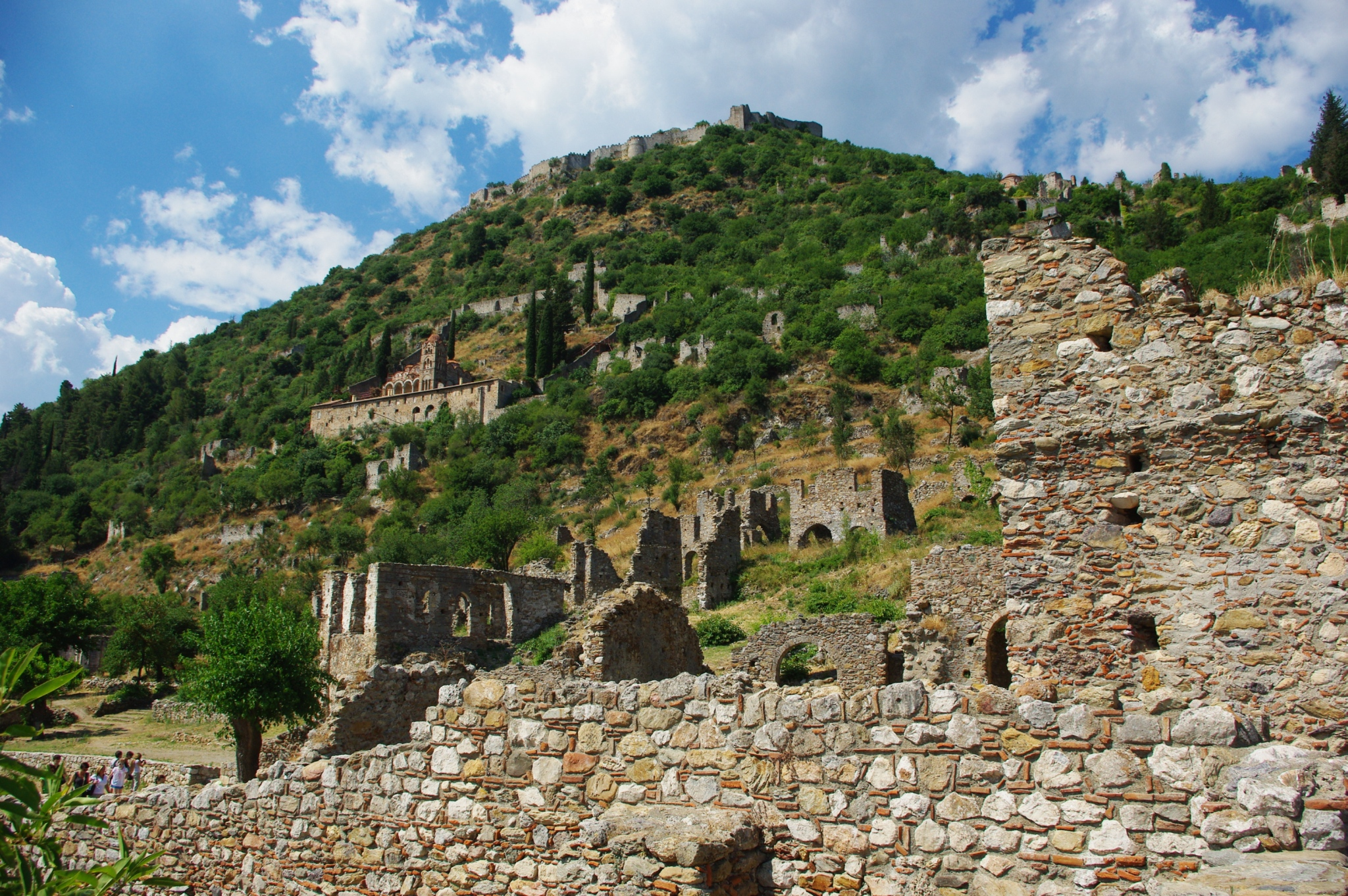
米斯特拉斯，背景为城堡

米斯特拉斯是希腊同名村庄附近的一座古代拜占庭废墟城市。它位于斯巴达西北，塔伊耶托斯山脉前麓的一座小丘上。

## 历史

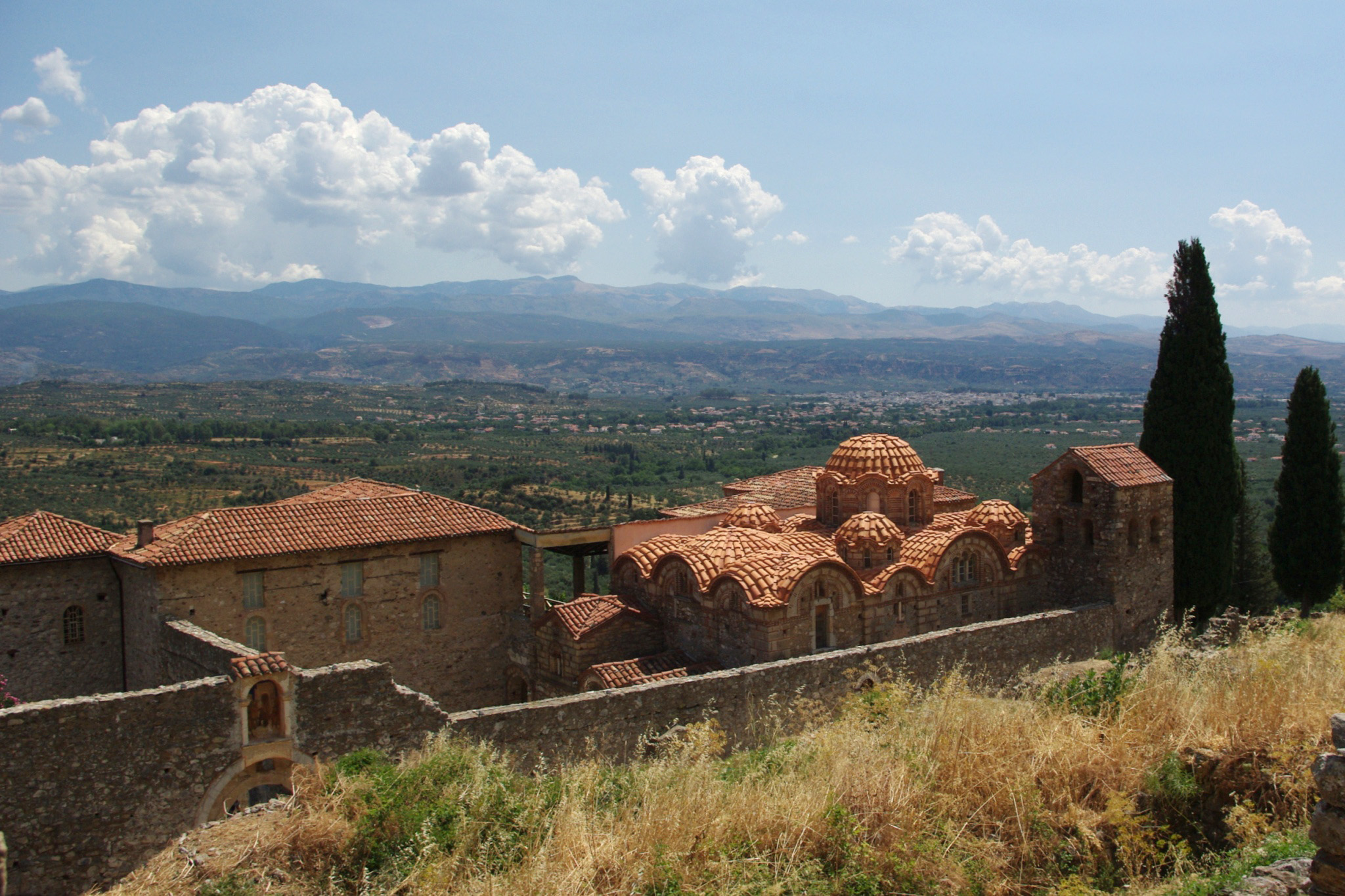
博物馆

米斯特拉斯城堡的历史起源于第四次十字军东征（1202至1204年）。1206年和1207年十字军攻占伯罗奔尼萨后来自法国北部奥布河畔巴尔的贵族戈弗雷一世成为阿凯亚侯国的君主。他的儿子戈弗雷二世把侯国首都设立在古希腊时代的斯巴达。他的弟弟纪尧姆二世（1246至1278年在位）攻占了拉科尼亚的其它地方，于1249年在当时没有人居住的米斯特拉斯建造了一座非常坚固的城堡，这座城堡的作用在于控制拉科尼亚。他还在其它地方如莫奈姆瓦夏等地建造了城堡。1259年拜占庭军队俘获了纪尧姆，只有通过交出米斯特拉斯和其它城堡他才获得自由。当地的希腊人不喜欢这些外国来的统治者，因此他们离开斯巴达，在离米斯特拉斯约三千米远的地方定居。这样在山头的城堡下出现了一座非常兴旺的城市。后来这座城市有数万居民，米斯特拉斯成为当地的文化中心。
1348年至1349年这些拜占庭地区被融合到一起组成摩里亚专制国，由皇帝的亲王管理，即国家的君主是当时拜占庭巴列奧略王朝的成员。1406年著名哲学家格弥斯托士·卜列东移居到米斯特拉斯，他在这里更新了柏拉图和新柏拉图哲学。他是当时米斯特拉斯文化生活中的一名领导人。1448年拜占庭的最后一代皇帝君士坦丁十一世在米斯特拉斯加冕。米斯特拉斯的王宫是君士坦丁堡外最大的拜占庭宫殿。它的风格很强地受到意大利风格的影响。
1460年米斯特拉斯向奥斯曼帝国投降，在教堂和修道院之间出现了许多清真寺。
弗兰切斯科·莫罗西尼在伯罗奔尼萨的征战使得米斯特拉斯从1687年至1715年歸入威尼斯共和国的版图。1715年它又被土耳其占领。1770年在俄罗斯与土耳其的战争中米斯特拉斯开始消沉。土耳其命令手下的阿尔巴尼亚军队开赴伯罗奔尼萨镇压当地的起义。阿尔巴尼亚军队洗劫米斯特拉斯，从此米斯特拉斯一蹶不振。
1825年在希腊独立战争中米斯特拉斯被破坏惨重，因此被放弃。在此后米斯特拉斯没有被重建，而是把荒废多年的斯巴达重建了。

## 艺术和文化

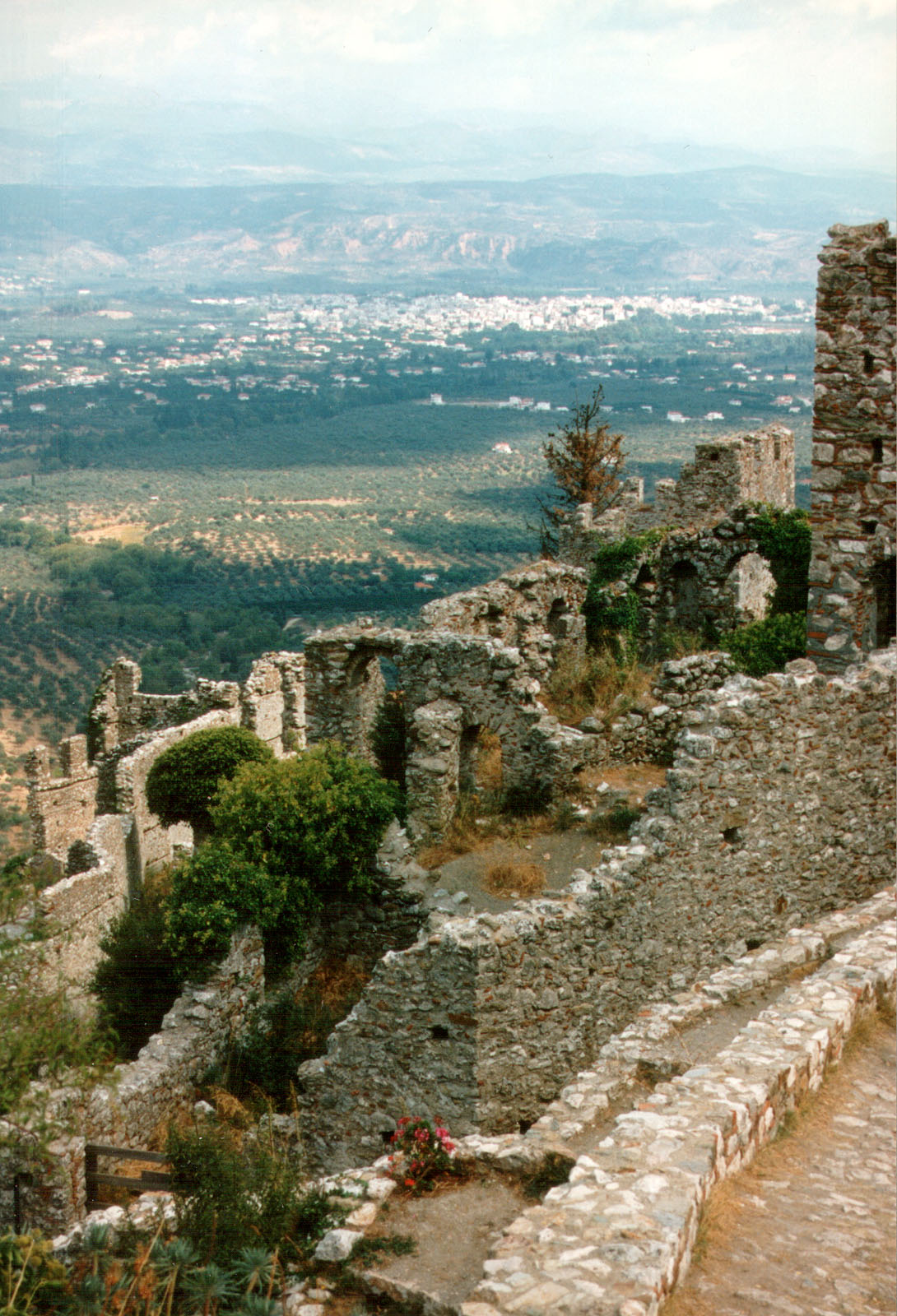
斯巴达方向

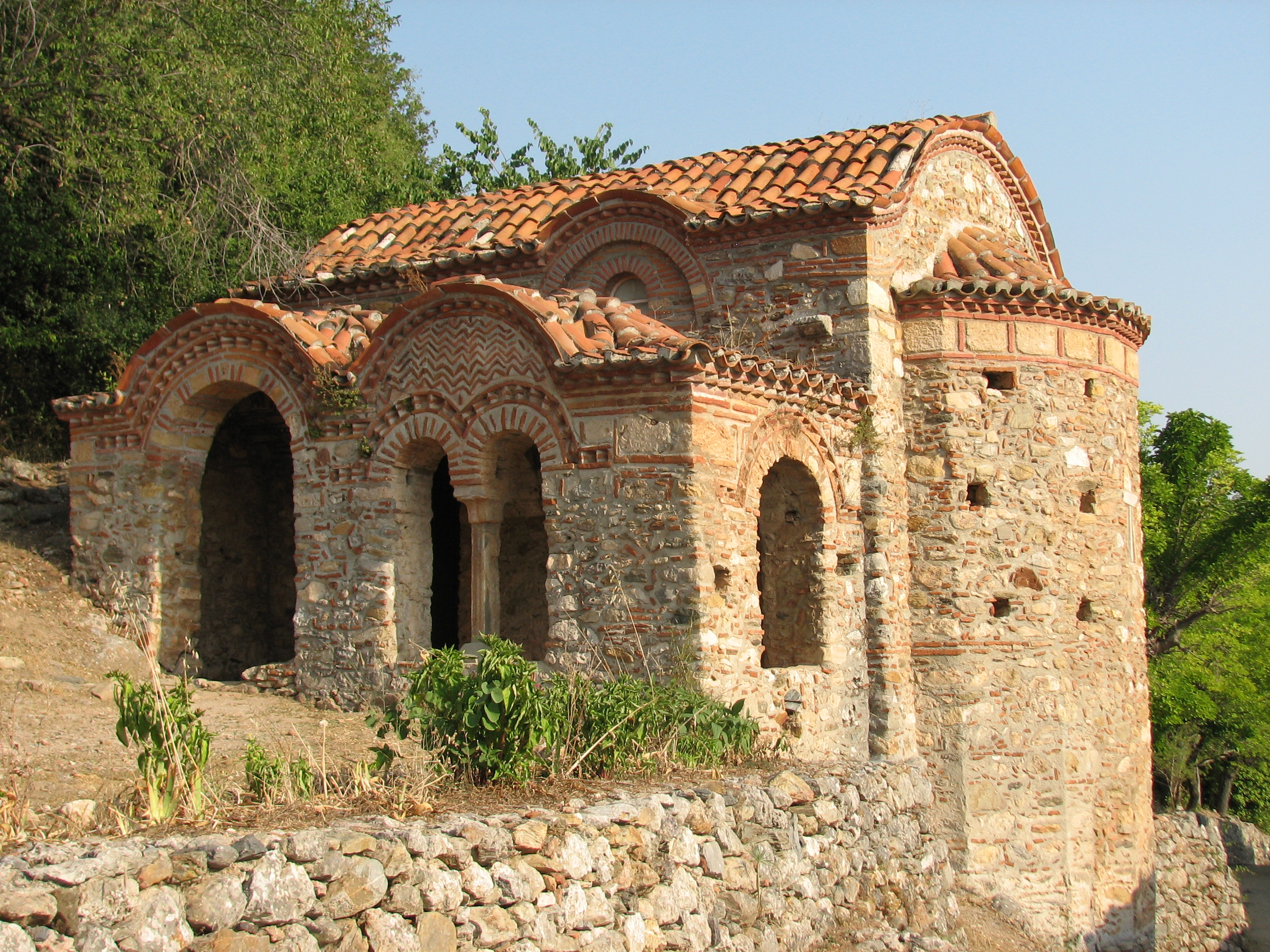
小教堂

米斯特拉斯

米斯特拉斯的废墟今天可供参观。一些教堂和一座今天还被使用的修道院颜色鲜明的壁画保存下来了。当地的教堂自成一风格，部分被看作是西方拉丁式和东方拜占庭式教堂的过渡风格：比如在一座巴西利卡上面又修了一层，其风格是十字形教堂。主教堂位于一座600米高的山上。市内所有建筑物今天受保护。有一座教堂部分是建在一座山洞里的，在基督化之前这里显然是一座庙宇，教堂的墙壁上有非常美丽的壁画。
歌德本人从来没有到过希腊，但是他读过关于米斯特拉斯的游记，在《浮士德Ⅱ》中浮士德在米斯特拉斯遇到了海伦
1989年联合国教科文组织把米斯特拉斯收录入世界遗产。2009年王宫正在被大规模修复。